# Ghost Stories
| 전문가 평가          | 전문가 평가 |
| 총 점수              | 총 점수     |
| 출처                 | 점수        |
| -------------------- | ----------- |
| AnyDecentMusic?      | 6.1/10      |
| 메타크리틱           | 61/100      |
| 평가 점수            |             |
| 출처                 | 점수        |
| AllMusic             | [ 3 ]       |
| The A.V. Club        | B−          |
| The Daily Telegraph  | [ 5 ]       |
| Entertainment Weekly | B           |
| The Guardian         | [ 7 ]       |
| The Independent      | [ 8 ]       |
| NME                  | 7/10        |
| Pitchfork            | 4.4/10      |
| Rolling Stone        | [ 11 ]      |
| Spin                 | 7/10        |

《Ghost Stories》는 영국의 록 밴드 콜드플레이의 여섯 번째 스튜디오 음반이다. 폴 엡워스와 함께 《Mylo Xyloto》 프로듀서인 다니엘 그린, 릭 심슨과 함께 공동 프로듀싱되어 2014년 5월 16일에 팔로폰에 출시했다. 이 음반은 2014년 5월 19일, 북미의 애틀랜틱 레코드에 의해 발매되었다. 2012년 유니버설 뮤직 그룹이 팔로폰을 워너 뮤직 그룹에 매각해야 했던 EMI와 그 자산을 매입한 데 이어 2013년 콜드플레이가 캐피틀 레코드에서 이관된 이후 애틀랜틱 산하 밴드의 첫 음반이다.
이 음반은 2013년과 2014년 내내 영국 런던과 로스앤젤레스에 있는 이 밴드의 특별 제작 스튜디오에서 녹음되었다. 프로듀싱은 아비치, 팀발랜드, 마데옹, 그리고 이 밴드의 빈번한 공동작업자 존 홉킨스가 맡았다. 그리고 이 음반은 발매에 앞서 밴드와 팔로폰에 의해 대대적으로 홍보되었고, 이에 수반되는 황금시간대 TV 스페셜, 시각 음반, 6일 특별 홍보 투어 등이 있으며, 텔레비전과 라디오에 다양한 출연이 있었다. 이 음반은 3월에 발매된 리드 싱글 〈Magic〉, 4월에 발매된 〈Midnight〉, 5월에 발매된 〈A Sky Full of Stars〉, 8월에 발매된 〈True Love〉, 10월에 발매된 〈Ink〉의 5개의 싱글에 의해 더욱 홍보되었다. 제57회 그래미 어워드에서 최우수 팝 보컬 음반 후보에 올랐다. 2015년 빌보드 뮤직 어워드에서 톱 록 음반으로 선정되었다.
이 음반은 긍정적인 평가와 혼합되어 많은 비평가들이 이 밴드가 그들의 초기 음악에서 발견되는 좀 더 벗겨지고 우울한 스타일로 되돌아간 것을 칭찬했다. 비록 일부는 미지근한 서정적인 내용을 문제 삼았지만 말이다. 크리스 마틴은 2014년 자신과 기네스 팰트로의 결별에서 영감을 받았다고 여러 매체가 전했다.

## 구성
《Ghost Stories》는 일렉트로니카와 신스팝을 특징으로 한다. 이 음반은 리드 싱어 크리스 마틴이 언급한 두 가지 주요 주제를 중심으로 전개되는 영적으로 구동되는 음반이다. 이 음반은 과거의 행동에 대한 아이디어와 그것이 여러분의 미래와 무조건적인 사랑에 대한 능력에 미칠 수 있는 영향을 탐구한다. 그에게 《Ghost Stories》는 "무조건 사랑에 대해 배우는 여정"을 상징한다(TV에서 방영된 펀 코튼으로 《Making of Ghost Stories》에서 말한 바와 같이).

## 곡 목록
가이 베리먼, 조니 버클랜드, 윌 챔피언, 크리스 마틴이 작사/작곡한 모든 곡들은 공동 작곡한 〈A Sky Full of Stars〉(팀 베릴링의 공동 작사/작곡)과 〈No Use in Crying〉(존 홉킨스 공동 작사/작곡)을 제외한다.
| #  | 제목                    | 프로듀서                                    | 재생 시간 |
| -- | ----------------------- | ------------------------------------------- | --------- |
| 1. | 〈Always in My Head〉   | 콜드플레이, 폴 엡워스, 다니엘 그린, 릭 심슨 | 3:36      |
| 2. | 〈Magic〉               | 콜드플레이, 엡워스, 그린, 심슨              | 4:45      |
| 3. | 〈Ink〉                 | 콜드플레이, 엡워스, 그린, 심슨              | 3:48      |
| 4. | 〈True Love〉           | 콜드플레이, 엡워스, 그린, 심슨              | 4:05      |
| 5. | 〈Midnight〉            | 콜드플레이, 엡워스, 그린, 심슨, 존 홉킨스   | 4:54      |
| 6. | 〈Another's Arms〉      | 콜드플레이, 엡워스, 그린, 심슨              | 3:54      |
| 7. | 〈Oceans〉              | 콜드플레이, 엡워스, 그린, 심슨              | 5:21      |
| 8. | 〈A Sky Full of Stars〉 | 콜드플레이, 엡워스, 그린, 심슨, 팀 베릴링   | 4:28      |
| 9. | 〈O〉                   | 콜드플레이, 엡워스, 그린, 심슨              | 7:47      |

## 인증
| 국가                                                                                         | 인증        | 판매량/출하량 |
| -------------------------------------------------------------------------------------------- | ----------- | ------------- |
| 오스트레일리아 (ARIA)                                                                        | 2× 플래티넘 | 140,000^      |
| 오스트리아 (IFPI 오스트리아)                                                                 | 플래티넘    | 15,000*       |
| 벨기에 (BEA)                                                                                 | 플래티넘    | 30,000*       |
| 캐나다 (뮤직 캐나다)                                                                         | 2× 플래티넘 | 160,000       |
| 덴마크 (IFPI Danmark)                                                                        | 플래티넘    | 20,000        |
| 프랑스 (SNEP)                                                                                | 3× 플래티넘 | 300,000*      |
| 독일 (BVMI)                                                                                  | 3× 골드     | 300,000       |
| 헝가리 (MAHASZ)                                                                              | 2× 플래티넘 | 4,000^        |
| 이탈리아 (FIMI)                                                                              | 3× 플래티넘 | 150,000*      |
| 멕시코 (AMPROFON)                                                                            | 2× 플래티넘 | 120,000^      |
| 뉴질랜드 (RMNZ)                                                                              | 골드        | 7,500^        |
| 폴란드 (ZPAV)                                                                                | 2× 플래티넘 | 40,000        |
| 포르투갈 (AFP)                                                                               | 골드        | 7,500^        |
| 싱가포르 (RIAS)                                                                              | 플래티넘    | 10,000*       |
| 대한민국                                                                                     | —           | 6,127         |
| 스페인 (PROMUSICAE)                                                                          | 골드        | 20,000^       |
| 스위스 (IFPI 스위스)                                                                         | 2× 플래티넘 | 40,000^       |
| 영국 (BPI)                                                                                   | 2× 플래티넘 | 600,000       |
| 미국 (RIAA)                                                                                  | 플래티넘    | 1,000,000     |
| 요약                                                                                         |             |               |
| 유럽 (IFPI)                                                                                  | 플래티넘    | 1,000,000*    |
| *판매량을 기반으로 한 인증 · ^출하량을 기반으로 한 인증 · 판매량+스트리밍을 기반으로 한 인증 |             |               |